# لين ماكنيل
لين ماكنيل هي ممثلة كندية، ولدت في 28 أكتوبر 1996 بفانكوفر في كندا.

## أعمال

### أفلام
- (2011)  قواعد رودريك[4]
- (2012)  أيام الكلب[5]
- (2013) قرون[6]

## وصلات خارجية
- لين ماكنيل على موقع IMDb (الإنجليزية)
- لين ماكنيل على موقع ألو سيني (الفرنسية)
- لين ماكنيل على موقع أول موفي (الإنجليزية)
- لين ماكنيل على موقع قاعدة بيانات الفيلم (الإنجليزية)